# Charlie Mary Noble
Pour les articles homonymes, voir Noble (homonymie).
Charlie Mary Noble, née le 31 octobre 1877 à Giddings (Texas, États-Unis) et morte le 30 novembre 1959, est une enseignante d'astronomie et de mathématiques à Fort Worth, au Texas (États-Unis). Elle fonde de nombreux clubs, notamment la Fort Worth Astronomical Society, qui fut l'un des premiers clubs d'astronomie amateur aux États-Unis. Elle a contribué à plusieurs générations de systèmes de planétarium pour le musée des enfants de Fort Worth, qui est devenu plus tard le musée des sciences et de l'histoire de Fort Worth. Le planétarium du musée porte le nom de Noble, la première femme aux États-Unis à recevoir un tel honneur.

## Jeunesse
Charlie Mary Noble est née à Giddings, au Texas, le 31 octobre 1877, de Sallie Mellette Noble et Stephen W. Noble,,,. En 1888, elle et sa famille ont déménagé de Hearne à Fort Worth, toujours dans le Texas.

## Éducation
Elle est diplômée de l'Old Fort Worth High School. Elle a fréquenté le Warren Institute de Fort Worth et le Sam Houston State College de Huntsville, au Texas. Elle est titulaire d'un BS de l'Université du Texas, ainsi que d'un BS et d'une MS de l'Université chrétienne du Texas (TCU).

## Carrière d'enseignante

### Écoles publiques de Fort Worth
À partir de 1897, Noble enseigne les mathématiques à la Paschal High School, dans le système scolaire public de Fort Worth. En 1918, elle est promue chef du département de mathématiques, où elle restera encore vingt-cinq ans. En 1926, elle fonde le Penta Club, une société spécialisée en mathématiques, qui est l'un des premiers clubs scientifiques pour étudiants de Fort Worth. En 1943, elle prend sa retraite après 46 ans d'enseignement à la Paschal High School mais continue d'enseigner.

### Université chrétienne du Texas
Charlie Noble a utilisé l'astronomie dans son enseignement de mathématiques à la Paschal High School et a été invitée à enseigner les mathématiques, l'astronomie et la navigation céleste à l'Université chrétienne du Texas (TCU) dans le cadre du programme de formation des officiers V-12 de l'US Navy pendant la Seconde Guerre mondiale. Après la guerre, elle continue à enseigner l'astronomie à la TCU.

## Carrière après l'enseignement

### Musée des enfants de Fort Worth et musée des sciences et de l'histoire de Fort Worth
Noble a créé le premier planétarium à Fort Worth au milieu des années 1940 dans une tente de 18 pieds (environ 5,5 mètres) de diamètre, offrant ainsi la première expérience de planétarium dans le nord du Texas. En 1947, Noble fonde le Junior Astronomy Club du Fort Worth Children's Museum et achète l'un des premiers planétariums mécaniques disponibles, un Spitz star-ball modèle A, qui venait d'être développé un an plus tôt par Armand Spitz (en). La "boule étoile" Spitz a été présentée au Musée des enfants de Fort Worth, qui venait à l'époque de déménager de l'école primaire De Zavala à son emplacement dans le R.E. Harding House au 1306 Summit, au sud du centre-ville de Fort Worth,.
Deux ans plus tard, Noble a construit une tente plus permanente comme planétarium, toujours sur Summit Street. En 1954, le musée a emménagé dans un nouveau bâtiment sur Montgomery Avenue et en 1955, un nouveau Spitz A-1 a été acheté et installé dans un planétarium attaché au nouveau bâtiment. Le planétarium a été installé dans une structure qui comprenait un dôme en plâtre de 30 pieds (un peu plus de 9 mètres), plutôt qu'une tente. Le Musée des enfants de Fort Worth a honoré Noble en nommant le planétarium de son nom. Ce fut le premier planétarium au monde à porter le nom d'une femme. En 1968, le musée des enfants de Fort Worth a changé son nom pour devenir le musée des sciences et de l'histoire de Fort Worth. En 2008, le musée a démoli l'ancien bâtiment qu'il utilisait depuis 1954 et a construit un nouveau bâtiment, conçu par les architectes Legorreta et Legorreta. Le musée a rouvert ses portes en 2009 et abritait un planétarium moderne dans un plus grand dôme de 40 pieds (un peu plus de 12 mètres) et un système de projection hybride créé par Zeiss. Le nom du nouveau planétarium continue d'honorer Noble.
En 1957 et 1958, Noble a organisé et dirigé le programme Moonwatch (en) (« observation de la Lune ») pour Fort Worth. Le programme Moonwatch a été organisé par l'expert en météores Fred Whipple, du Smithsonian Astrophysical Observatory (SAO), pour suivre les satellites avant que des systèmes dédiés ne soient disponibles en 1958. Les observateurs de la Lune, qui étaient tous membres de son club d'astronomie junior au musée, ont suivi les positions de Spoutnik et d'autres satellites, ce qui a permis aux scientifiques de déterminer leur orbite précise. L'équipe de Moonwatch de Fort Worth a été récompensée pour son travail par le Smithsonian Astrophysical Observatory.

### Société astronomique de Fort Worth
En 1947, Noble crée le Junior Astronomy Club, un club d'astronomie amateur pour les enfants. Deux ans plus tard, en 1949, Noble fonde la Fort Worth Astronomical Society, un des premiers clubs d'astronomie amateur pour adultes du pays, qui se réunissait chaque semaine.

### The Texas Sky
Charlie Noble, qui a travaillé avec son ami Henry M. Neely, conférencier au Planétarium Hayden (Musée américain d'histoire naturelle) à New York, pour créer The Texas Sky, souhaitait depuis longtemps créer un guide populaire sur l'astronomie locale. The Texas Sky est un résumé mensuel des événements astronomiques écrit spécialement pour les observateurs amateurs du Texas, créé deux mois avant sa mort.

## Prix
- Paschal High School Hall of Honor[15].
- 1946 : hommage « Les éducateurs comme éclaireurs » de la société Delta Kappa Gamma[16].
- 1950 : Doctorat honorifique de l'Université chrétienne du Texas pour ses activités d'enseignement en temps de guerre et son travail exceptionnel en astronomie[2].
- 1954 : Première Dame du Club Altrusa pour son dévouement désintéressé aux intérêts de la jeunesse[17].
- 1956 : Prix de la Ligue astronomique pour ses travaux exceptionnels en astronomie[18]. Elle a été la première femme à recevoir ce prix[18].
- 1958 : membre honoraire de la société Delta Kappa Gamma, reconnaissant les femmes qui ont apporté des contributions notables à l'éducation et aux femmes[1].

## Mort et héritage
Charlie Mary Noble est décédée le 30 novembre 1959 et a été enterrée avec ses parents au cimetière de Greenwood,.